# Peter van de Velde (schilder)
Peter van de Velde (Antwerpen, 1643 - Antwerpen, na 1723) was een Brabants barokschilder.

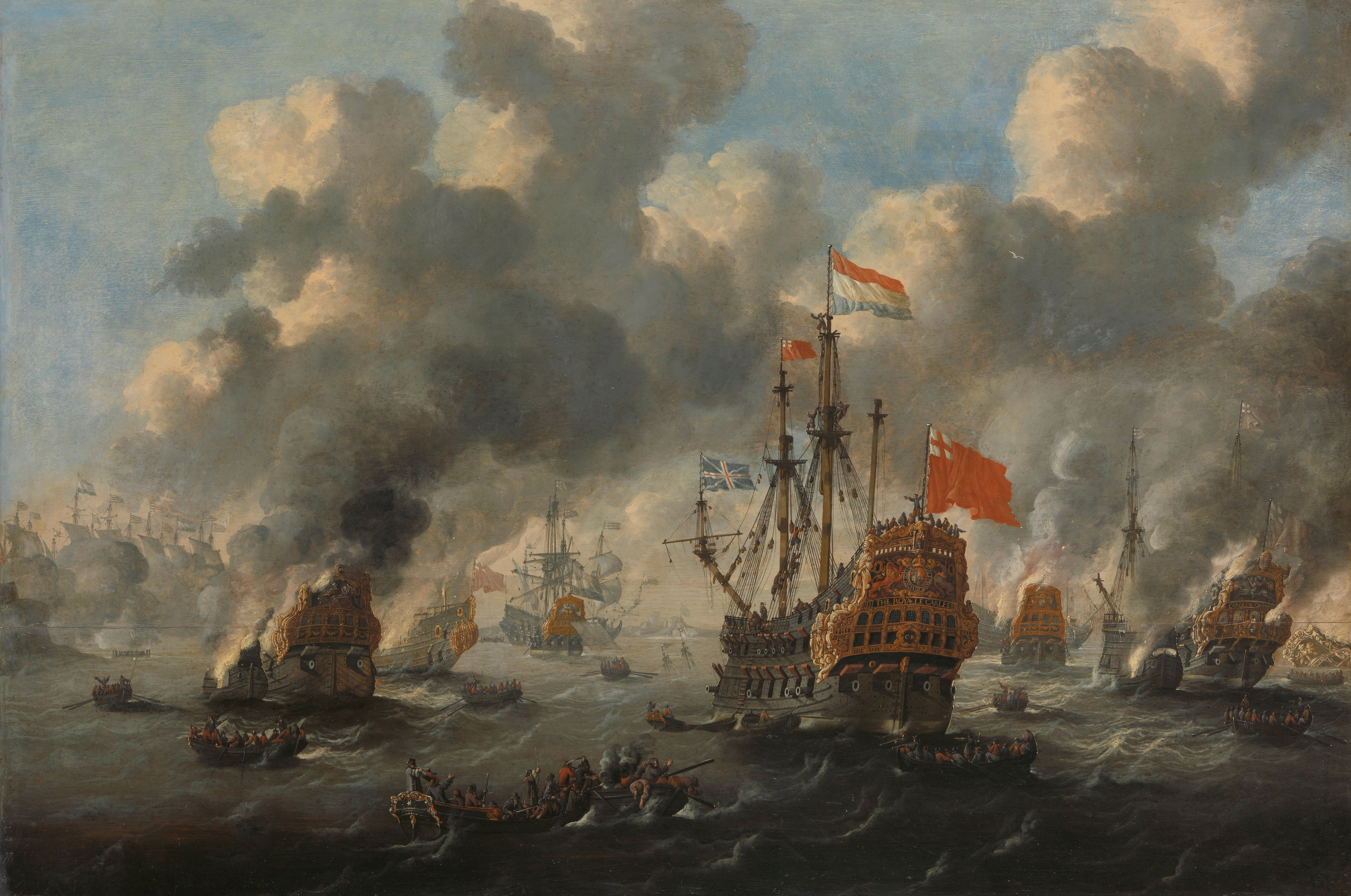
Het verbranden van de Engelse vloot bij de tocht naar Chatham.

## Leven en werk
Peter van de Velde werd geboren in Antwerpen waar hij in 1654 een meester werd van de Sint-Lucasgilde. Hij had er leerlingen voor 14 jaar. Tussen 1668 en 1675 produceerde hij 50 werken als dozijnschilder voor kunsthandelaar Guillam Forchondt, die de werken exporteerde naar Wenen.
Door het grote tijdperk waarin de schilder werken heeft gemaakt is het niet zeker of de naam Peter van de Velde verwijst naar een of twee personen. Het zou kunnen dat zijn zoon ook signeerde met deze naam. Een van Van de Veldes zonen is gedoopt in Antwerpen in 1687 en is bekend voor zijn schilderijen met stormachtige zeeën.
Peter van de Velde stierf na 1723, de laatste datum ontdekt op een van zijn schilderijen.
- Biografisch Portaal: 46450943
- Gemeinsame Normdatei: 1054369569
- International Standard Name Identifier: 0000 0000 6812 5329
- KulturNav: c7242e20-bc28-42bf-991f-3c507cccc789
- RKD-Nederlands Instituut voor Kunstgeschiedenis: 79787
- Union List of Artist Names: 500004892
- Virtual International Authority File: 95710733
- WorldCat: E39PBJfWW6M69FBv3bTbh8vrbd